# مقامسیه
مقامسیه، روستایی است از توابع بخش مرکزی شهرستان خرمشهر در استان خوزستان ایران.

## جمعیت
این روستا در دهستان حومه شرقی  قرار داشته و براساس آخرین سرشماری مرکز آمار ایران که در سال ۱۳۸۵ صورت گرفته، جمعیت آن 1185نفر (201خانوار) بوده‌است.